# Isocranaus reticulatus
Isocranaus reticulatus is een hooiwagen uit de familie Cranaidae.